# Campylocentrum ornithorrhynchum
Campylocentrum ornithorrhynchum är en orkidéart som först beskrevs av John Lindley, och fick sitt nu gällande namn av Robert Allen Rolfe. Campylocentrum ornithorrhynchum ingår i släktet Campylocentrum och familjen orkidéer. Inga underarter finns listade i Catalogue of Life.

## Bildgalleri

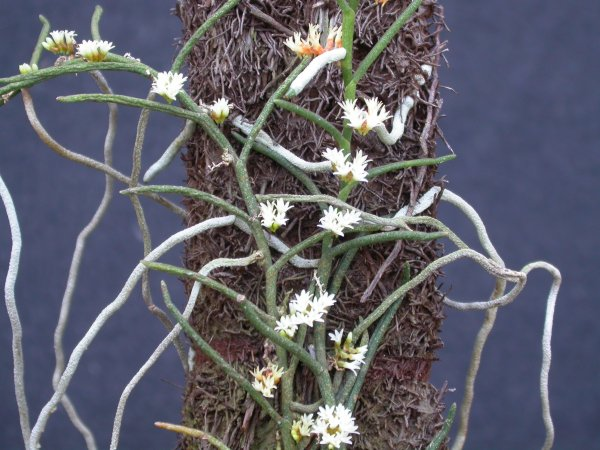
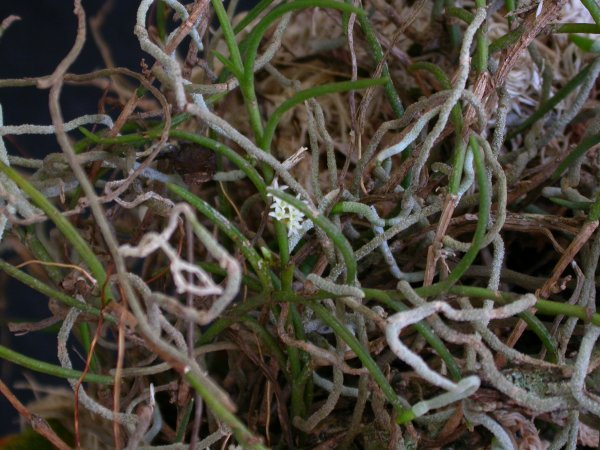
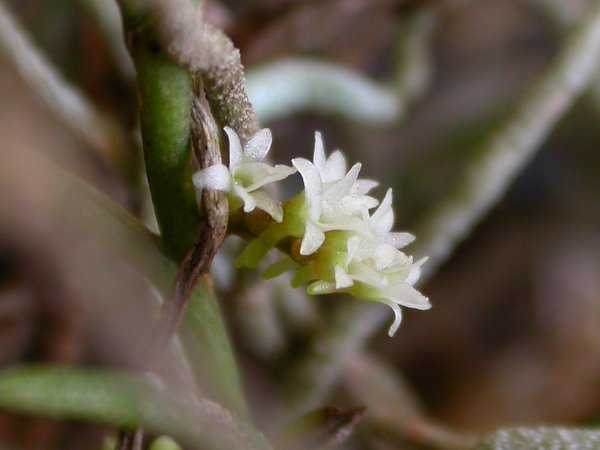
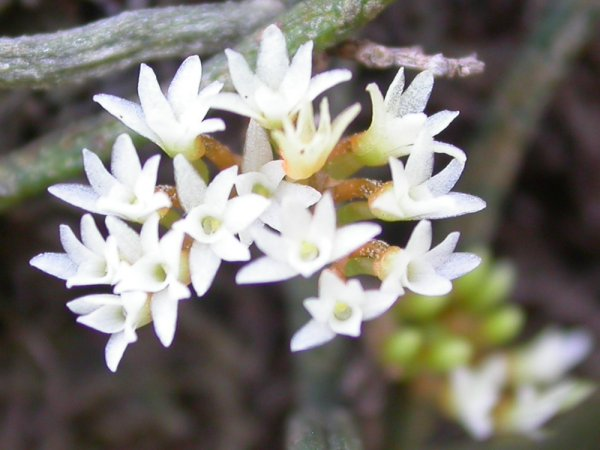
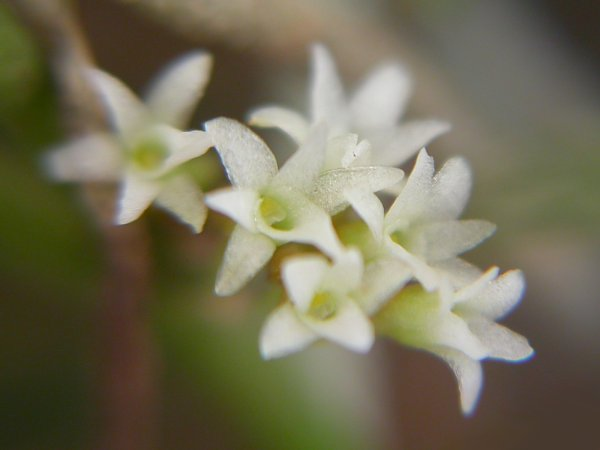
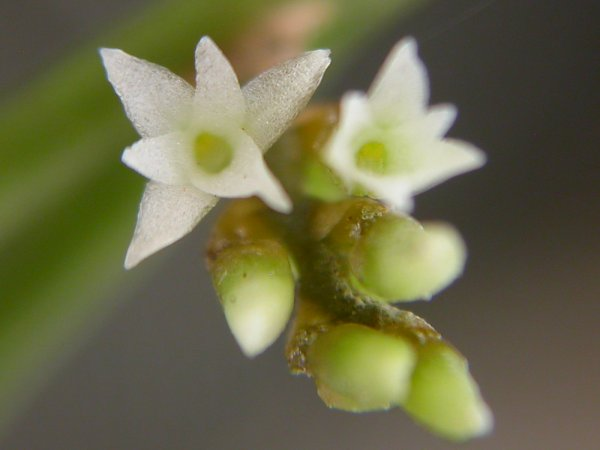